# Phyllotreta buchtarmensis
Phyllotreta buchtarmensis es una especie de insecto coleóptero de la familia Chrysomelidae. Fue descrita científicamente en 1990 por Lopatin.